# Campanien
| Systeem                                                                                   | Serie     | Etage         | Ouderdom (Ma) |
| ----------------------------------------------------------------------------------------- | --------- | ------------- | ------------- |
| Paleogeen                                                                                 | Paleoceen | Danien        | jonger        |
| Krijt                                                                                     | Boven     | Maastrichtien | 66,0–72,1     |
| Krijt                                                                                     | Boven     | Campanien     | 72,1–83,6     |
| Krijt                                                                                     | Boven     | Santonien     | 83,6–86,3     |
| Krijt                                                                                     | Boven     | Coniacien     | 86,3–89,8     |
| Krijt                                                                                     | Boven     | Turonien      | 89,8–93,9     |
| Krijt                                                                                     | Boven     | Cenomanien    | 93,9–100,5    |
| Krijt                                                                                     | Onder     | Albien        | 100,5–113,0   |
| Krijt                                                                                     | Onder     | Aptien        | 113,0–125,0   |
| Krijt                                                                                     | Onder     | Barremien     | 125,0–129,4   |
| Krijt                                                                                     | Onder     | Hauterivien   | 129,4–132,9   |
| Krijt                                                                                     | Onder     | Valanginien   | 132,9–139,8   |
| Krijt                                                                                     | Onder     | Berriasien    | 139,8–145,0   |
| Jura                                                                                      | Malm      | Tithonien     | ouder         |
| Indeling van het Krijt volgens de ICS. Cursieve ouderdommen hebben een grote onzekerheid. |           |               |               |

Het geologisch tijdperk Campanien of Campaan (Vlaanderen: Campaniaan) is een tijdsnede in het Laat-Krijt, die duurde van 83,6 ± 0,2 tot 72,1 ± 0,2 Ma. Het komt na/op het Santonien en na het Campanien komt het Maastrichtien. Het Campanien is ook een etage in de chronostratigrafie.

## Naamgeving
Het Campanien werd gedefinieerd door Henri Coquand in 1857. Het is genoemd naar de Franse plaats Champagne (Latijn: Campanum), in het departement Charente-Maritime.
De basis van het Campanien wordt gedefinieerd door de extinctie van de crinoïde Marsupites testudinarius. De top wordt gedefinieerd door een complex van twaalf biostratigrafische criteria waaronder de vroegste voorkomens van de ammoniet Pachydiscus neubergicus en de belemniet Belemnella lanceolata.
Het Campanien is een tijdsnede waarin de dinosauriërs snel radieerden. Het aantal geslachten nam gedurende het Campanien explosief toe, waardoor men wel spreekt van de Campanische explosie. In Noord-Amerika steeg het aantal dinosauriërgeslachten gedurende het Campanien bijvoorbeeld van 4 tot 48. Het is niet duidelijk of deze plotselinge toename te danken is aan een werkelijke toename of dat er in het Onder-Campanien minder fossiele resten bewaard zijn gebleven. Het is mogelijk dat de dinosauriërs profiteerden van het relatief warme klimaat tijdens het Campanien. Duidelijk is wel dat het aantal in het Maastrichtien gevonden geslachten weer 30% lager ligt, waarna de dinosauriërs aan het einde van het Maastrichtien plotseling geheel uitstierven.

## Dieren uit het Campanien

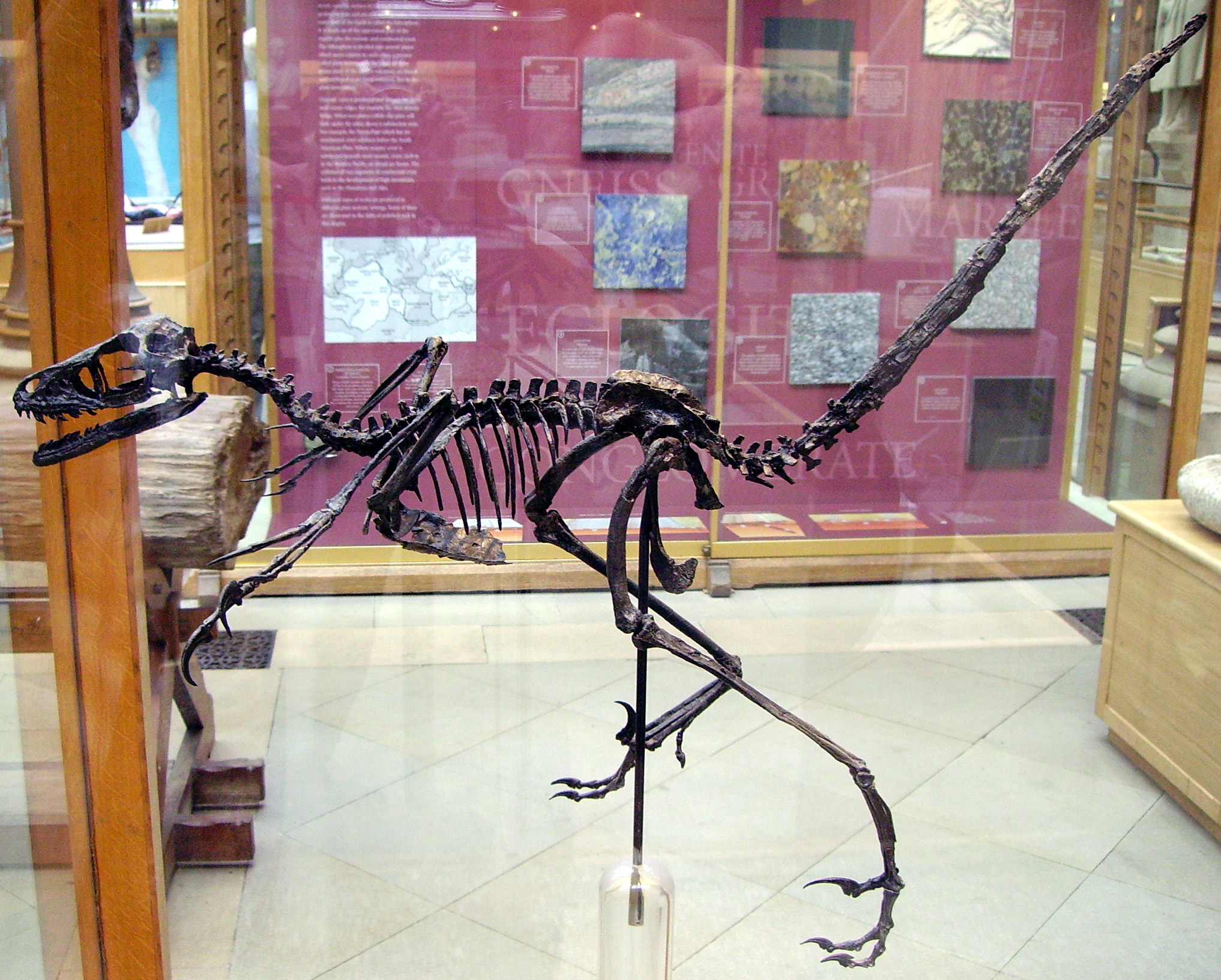
Skeletmodel van Bambiraptor
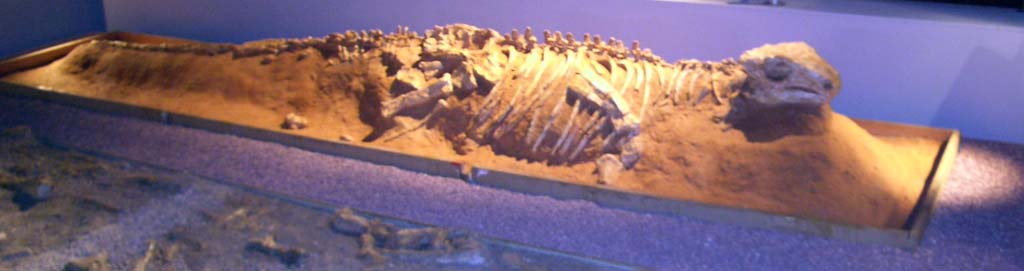
Fossiel van Pinacosaurus
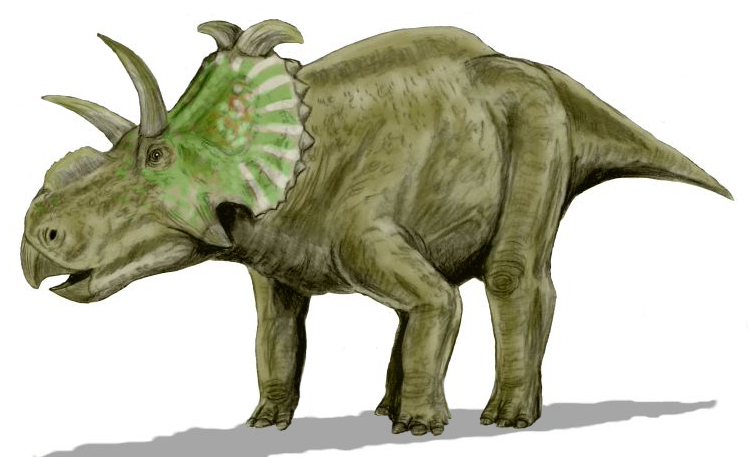
Albertaceratops
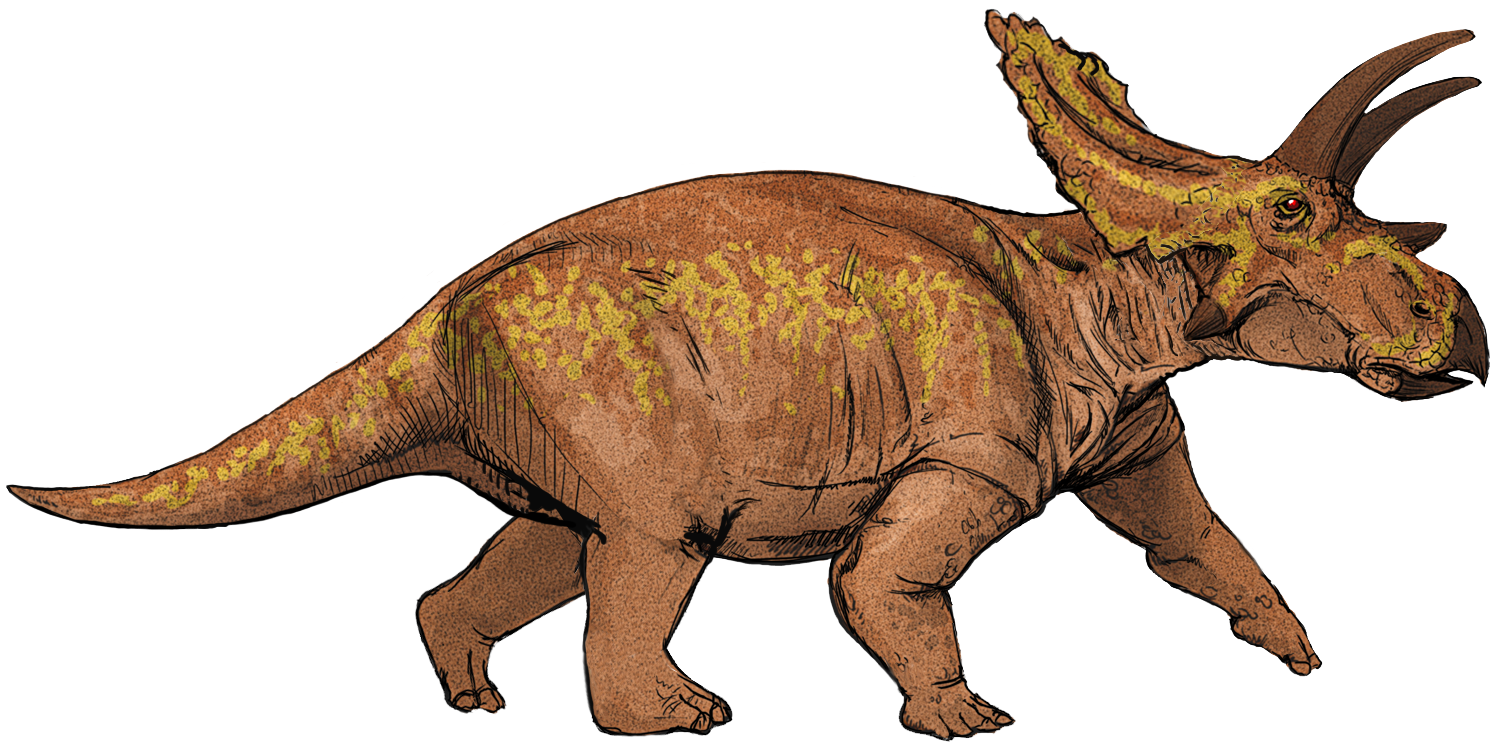
Anchiceratops
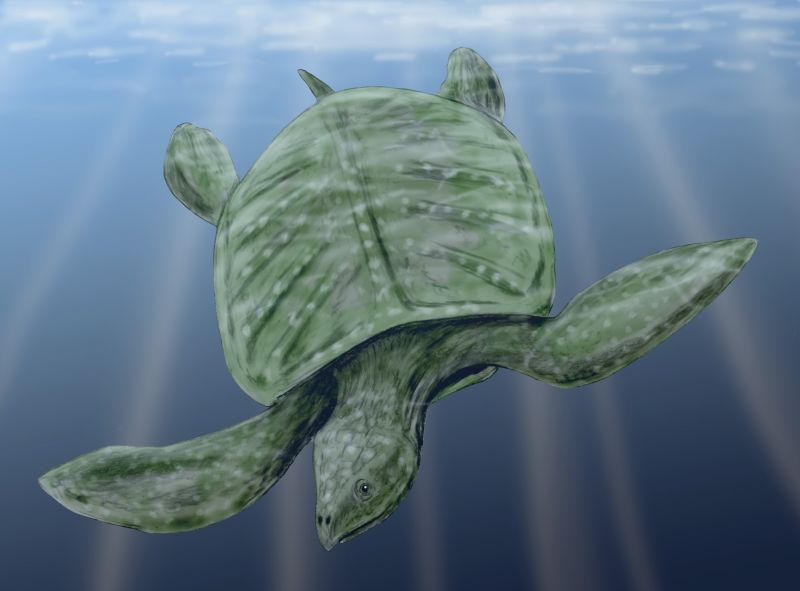
Archelon
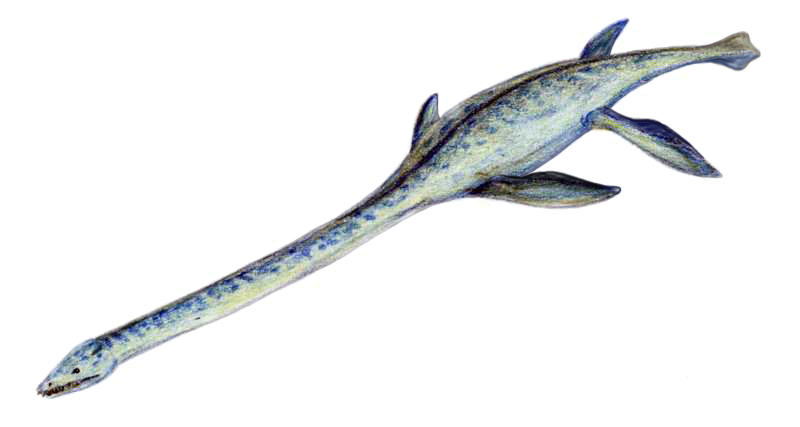
Elasmosaurus
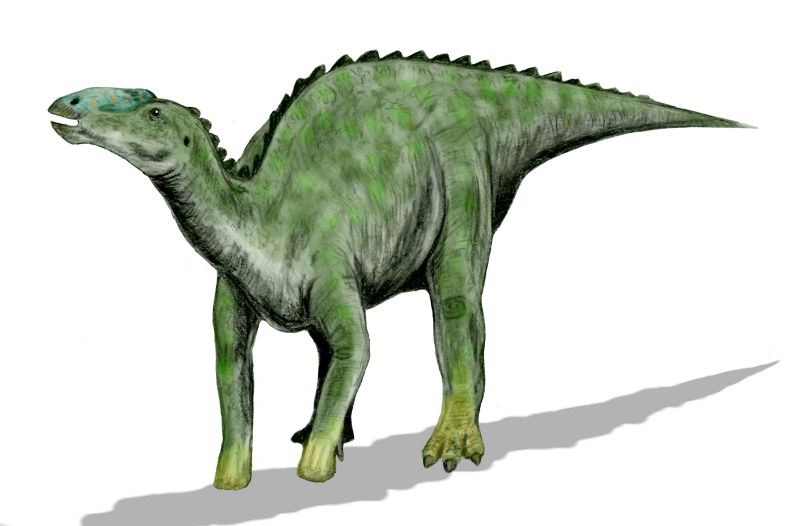
Kritosaurus
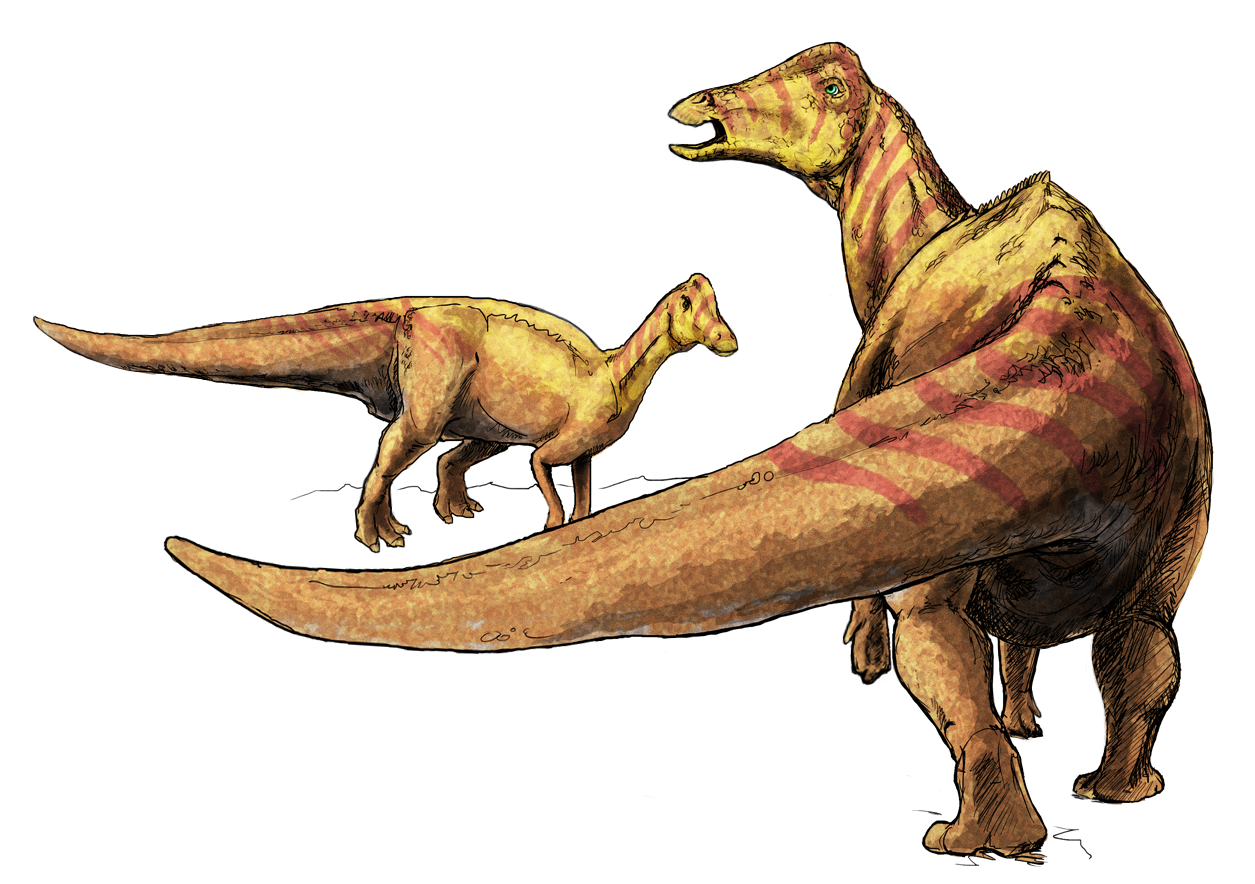
Nipponosaurus
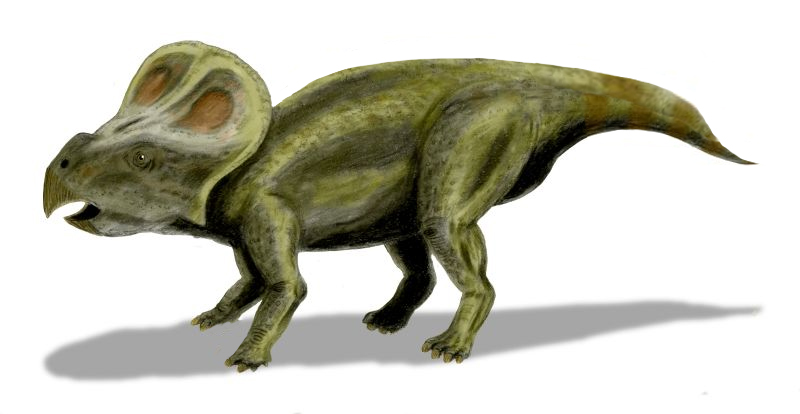
Protoceratops
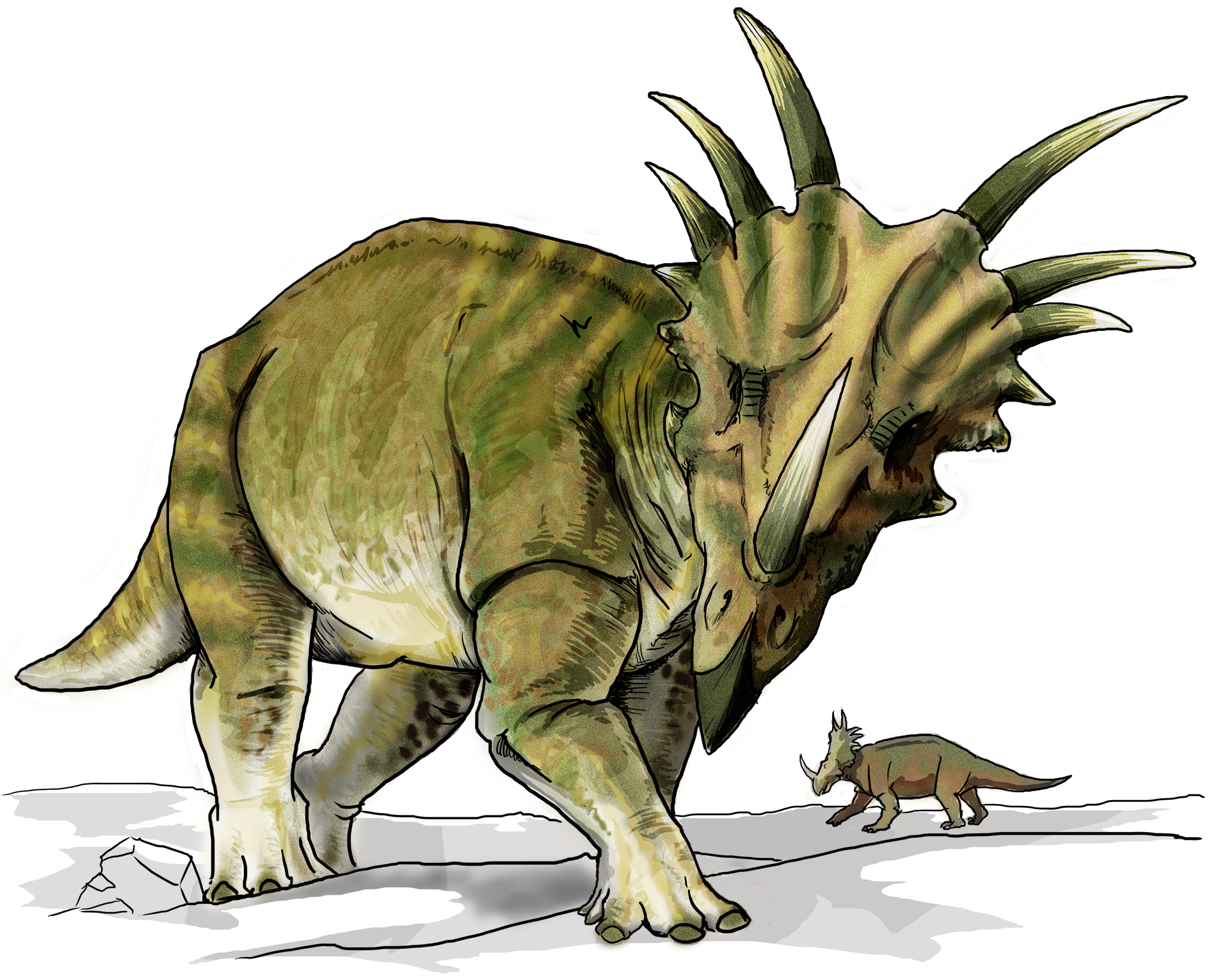
Styracosaurus
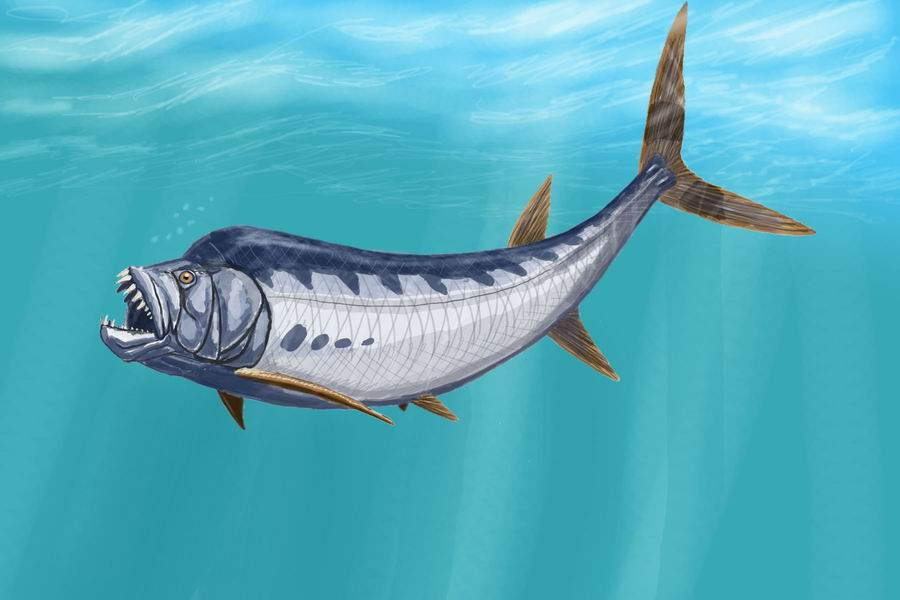
Xiphactinus